# Raoul Chaisaz
Raoul Chaisaz, né le 9 août 1908 à Tunis et mort le 25 novembre 1978, est footballeur international français, qui jouait en tant que gardien de but.

## Biographie
En 1932, Raoul Chaisaz joue au Stade français. Il est sélectionné à deux reprises pour jouer avec l'équipe de France. Il dispute son premier match international contre la Yougoslavie le 5 juin 1932. Il jouera son second et dernier match quatre jours plus tard contre la Bulgarie.
Dans les années 1950, il entraîne des équipes de jeunes à la Semeuse, une association d'éducation populaire à Nice.